# فریدون توانگری

عکسی از بهمن نادری‌پور، دیگر کارمند ساواک که همزمان با فریدون توانگری، محاکمه شد

شرح دادگاه دو کارمند ساواک یعنی تهرانی و توانگری در دادگاه انقلاب

فریدون توانگری (با اسم مستعار آرش؛ متولد ۱۳۲۹ در تهران – اعدام شده در ۳ تیر ۱۳۵۸)، یکی از کارمندان ساواک در زندان کمیته مشترک ضدخرابکاری بود. او به حکم دادگاه انقلاب اعدام شد.

## زندگی و فعالیت ها
توانگری در سال ۱۳۵۱ با مدرک دیپلم به استخدام ساواک درآمد و به عنوان یک نیروی عادی مشغول به خدمت گردید. در اوایل سال ۱۳۵۲ با ارتقاء شغل مسئول اقدام دایره عملیات ساواک شد. او متهم به بازجویی بازداشت‌شدگان و شکنجه آن‌ها در این دوران شده است. او در ۲۲ اردیبهشت ۱۳۵۴ هجری خورشیدی به رهبری دایره عملیات ساواک منسوب شد. برخی از او به عنوان خشن‌ترین بازجو در کمیته مشترک ضدخرابکاری یاد کرده‌اند. او پس از انقلاب ۱۳۵۷ توسط دادگاه انقلاب در سال ۱۳۵۸ اعدام شد. 

## محاکمه در دادگاه انقلاب

### دفاع توانگری در دادگاه

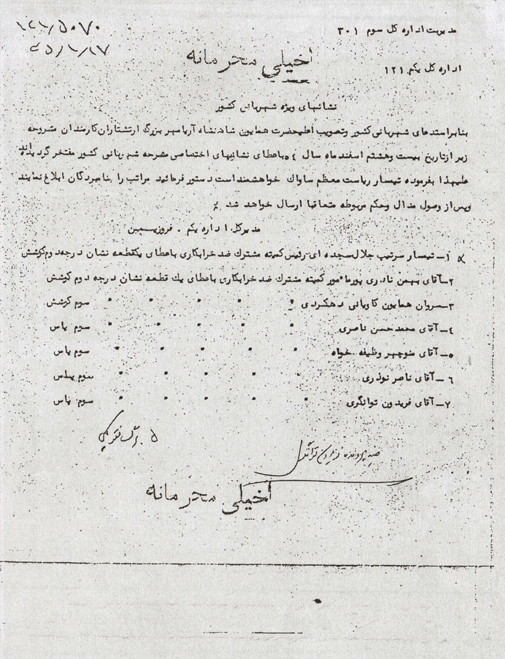
درخواست نشان لیاقت برای افراد ساواک که مورد تأیید محمدرضا پهلوی بود. این نامه جز اسناد فوق محرمانه ساواک بود که بعد از انقلاب، علنی گشت

توانگری در ۳ جلسه اول دادگاهش سکوت کرد. او در آخرین جلسه دادگاه این دفاعیه را ارائه داد:
بسم الله الرحمن الرحیم
ریاست و اعضای محترم دادگاه. من در ابتدا به تمامی اعمال و رفتار ننگین خود که در رابطه با کیفرخواست از طرف دادسرای انقلاب اسلامی تهران عنوان شده با کمال شرمندگی قبول نمودم ولی خدا را شاهد می‌گیرم در قتلی شرکت نداشتم. چند صفحه‌ای نوشته‌ام‌البته نه به عنوان دفاع بلکه شرح و حال است.
ریاست و اعضای محترم دادگاه انقلاب اسلامی، همان‌طور که ملاحظه می‌کنید من جوانی هستم که تحت عنوان شکنجه گر ساواک به دادگاه انقلاب اسلامی کشیده شده‌ام و از اعمالی که کرده‌ام شرمگین هستم، موقع استخدام در ساواک به ما می‌گفتند کارش رسیدگی به دردهای ملت است، هیچ‌کس از ماهیت ساواک اطلاعی نداشت. تبلیغ وسایل ارتباط جمعی در رژیم منفور گذشته مبنی بر کار ساواک منحله در امر مبارزه با بیگانه چنین وانمود می‌کرد سازمانی به نام اطلاعات و امنیت کشور تنها سازمانی باشد که بتواند به رژیم خدمت کند، ای کاش آن نامه سیاه هیچ وقت به دستم نمی‌رسید. از زمان ورودم به ساواک تا زمان دستگیری ایده و هدفم خدمت بوده و این سازمان مخوف با شستشوی مغزی کامل و تشویق‌های کاذب از من و امثال من قربانیانی پرورش داده و تعد ادی از جوانان بیگناه را در مقابل، مشتی خائن و وطن فروش معرفی نماید و ما را در مقابل آنها قرار دهد.من مانند همه خدمتگزاران کشور به امید خدمت به وطن و هموطنان خود می‌باشم و پیوسته از قادر توانا خواستار پیروزی کامل و شکل گرفتن انقلاب می‌باشم و این آرزوی قلبی من است حال چه مرده و چه زنده. من در پایان از حضور برادران و خواهران زجرکشیده و ظلم دیده که واقعاً شرمنده هستم و از حضرت آیت‌الله العظمی خمینی طلب عفو دارم و این طلب بخشش را از این جهت می‌نمایم که واقعاً متنبه شده و می‌خواهم آسوده باشم. طلب عفو برای گذشتن از مجازات خود نیستم فقط به خاطر اینکه آسوده بخوابم، اکنون که در مقابل این دادگاه عدل اسلامی قرار گرفته‌ام و معترف به جنایات و گناهان خود هستم در صورت ممکن فرصتی به من داده شود تا در پناه اسلام به جبران روزگار سیاه بپردازم و افتخار خدمت انقلاب اسلامی را به این بنده ناچیز خداوند که به حد کمال متنبه شده‌ام داده شود.

### حکم دادگاه انقلاب در مورد توانگری
متهم ردیف دوم فریدون توانگری فرزند محمد با نام مستعار آرش به جرم:
۱ - مباشرت و مشارکت و معاونت در چند فقره شکنجه منجر به قتل مجاهدین و مبارزین و جانبازان راه حق و آزادی از جمله مهوش جاسمی، هدایت باخویش و محمود جلیل‌زاده شبستری.
۲ - مباشرت و مشارکت در اعمال شکنجه‌های منجر به نقص عضو و ایراد ضرب و جرح نسبت به عده کثیری از حق طلبان و مخالفین رژیم سابق از جمله فلج ساختن سمت راست بدن آقای مهدی غیوران به وسیله شوک الکتریکی و بازکردن آب سرد به روی سرش.
۳ - اعمال شدیدترین و فجیح‌ترین شکنجه‌ها نسبت به متهمین باصطلاح ضد امنیتی از قبیل استعمال بطری، ادرار کردن در دهان آنان، دادن شوک الکتریکی، سوزانیدن قسمت‌های مختلف بدن، آویزان کردن افراد ساعتهای متوالی، بی خوابی دادن، بستن دست و پای افراد به تخت و زدن ضربات کثیری کابل و شلاق بر بدن لخت آنان و همچنین صدور دستور و اعمال این نوع شکنجه‌ها.
۴ - استعمال شکنجه‌های مختلف روحی نسبت به زندانیان سیاسی و به بند کشیده شدگان بی گناه از قبیل تهدید به قتل، فحاشی‌های بسیار ناروا و هتک حرمت آنان بخصوص فحاشی نسبت به افراد در حضور بستگان و عزیزانشان.
۵ - تمهید مقدمات بسیار مؤثر در صدور احکام ظالمانه و ضد انسانی، اعدام و حبس‌های طولانی در بیدادگاه‌های نظامی رژیم سابق از طریق انجام بازجویی‌ها، گرفتن اعترافات و شکنجه، تکمیل پرونده و سرانجام دادن نظریه‌های ظالمانه و خلاف واقع.
۶ - شرکت فعالانه در تحکیم مبانی حکومت استبدادی و سرسپرده بیگانه شاه سابق خائن از طریق همکاری‌های بی شائبه و صادقانه با ساواک منفور و شرکت مستقیم در ایجاد اختناق و سرکوبی مبارزات نجات بخش انقلابیون و حق طلبان ایران، مفسد فی الارض و قاتل خلق خدا شناخته شده و به اعدام محکوم می‌گردد.
رأی اعدام دربارهٔ این دو نفر محکوم بامداد امروز به مرحله اجرا درآمد.